# Gabu (cidade)
Gabu é uma cidade da Guiné-Bissau pertencente ao sector de mesmo nome, capital da região de Gabu. Localiza-se às margens do rio Campossa, ao centro de sua região.
Segundo o censo demográfico de 2009 o sector possuía uma população de 81 495 habitantes, sendo que 41 612 habitantes somente na zona urbana da cidade de Gabu, distribuídos numa área territorial de 2 122,8 km². Com tais números, é a segunda mais populosa cidade do país, superada somente por Bissau e, efectivamente a maior localidade do leste da nação..
Situa-se a cerca de 263 quilómetros de Bissau e funciona como um um grande centro de comércio.

## História
A partir de 1537, a cidade foi fundada com o nome de Gabunto (Kabintum), sendo um dos centros econômicos do reino homônimo de Gabu. O seu povo era originário da zona de Mandé, atual Mali, e parte da Guiné-Conacri. Era uma das cidades natais do clã dos mansas que governaram o reino de Gabu durante esse período. O reino era inicialmente vassalo do Império do Mali. À medida que este último entrava em crise e diminuía de importância, Sama Koli, governador da província de Gabu, proclamou-se rei, mas manteve muitas das heranças culturais do Mali. O novo reino construiu muralhas de terra em torno da cidade de Gabunto (as ruínas sucumbiram com o tempo) e estabeleceu relações comerciais com os portugueses na costa.
No início do século XIX, o grupo étnico fula se converteu ao islã e iniciou a Guerra de Cansalá para acabar com o domínio Mandé. Terminou com um grande incêndio que causou grandes danos e baixas em ambos os lados. Gabu depois se ligou ao Imamato de Futa Jalom e foi finalmente assimilada ao Império Português na década de 1890. Os portugueses batizaram a cidade de "Nova Lamego", em homenagem à cidade do Lamego. Foi renomeada como Gabu após a independência da Guiné-Bissau.

## Política
Vislumbrando o fim das instabilidades políticas do país, Gabu foi admitida como membro associado da União das Cidades Capitais de Língua Portuguesa (UCCLA), no ano de 2006.

## Economia
A economia local assenta na produção de frutas, legumes, carvão, peixe, carne, artesanato e cerâmica. Uma característica distintiva de Gabú são os burros que circulam nas ruas, como não se vê no resto do país, e que são utilizados na lavoura e no transporte de mercadorias e de pessoas.

## Infraestrutura

### Transportes
Gabu é um dos grandes entroncamentos rodoviários do país, sendo ligada ao território nacional pela Estrada Nacional nº 1 (N1), que a conecta à Bafatá, ao oeste, e a Piche, ao leste. Outra rodovia importante é a Estrada Nacional nº 4 (N4), que a liga a cidade de Pirada, ao norte, e a Madina do Boé, ao sul. Já pela Estrada Local nº 21 (L21), há acesso a cidade de Sonaco, ao noroeste, e; pela Estrada Local nº 23 (L23) à vila-secção de Cabuca, ao sudeste.
Gabu possui um dos três aeroportos em funcionamento da nação (os demais são os de Bubaque e Bissau), o Aeródromo de Gabu-Nova Lamego, recebendo voos esporádicos somente de Bissau. O aeródromo está em vias de ser interditado, dado que a cidade o cercou e sua pista é utilizada como rua.

### Comunicações
Em sinal de televisão aberta, existe o canal Televisão da Guiné-Bissau, e; entre as operadoras de rádio, há transmissões da Rádio Sol Mansi, da Rádio Gandal, da Rádio Sintchã Occo, da Rádio Jovem Bissau e da Radiodifusão Nacional da Guiné-Bissau. Os serviços postais, de encomendas e de cargas da cidade e do sector são geridos pelos Correios da Guiné-Bissau.